# Business Intelligence and Reporting Tools
El proyecto Tools (BIRT) (en español, Inteligencia de negocio y herramientas de informes) es un proyecto de software de código abierto que proporciona capacidades de creación de informes y de inteligencia de negocio para clientes pesados (fat clients) y aplicaciones web, especialmente aquellas basadas en Java y Java EE. BIRT es un proyecto de software de alto nivel dentro de la Eclipse Foundation (fundación Eclipse), un consorcio de proveedores de la industria del software sin ánimo de lucro y una comunidad de código abierto.
El objetivo del proyecto es cubrir un amplio rango de necesidades de creación de informes dentro de una aplicación típica, abarcando desde informes operacionales o de empresa hasta procesamiento multi-dimensional analítico en línea (OLAP). Inicialmente, el proyecto se ha enfocado en capacidades que permitan a los desarrolladores de aplicaciones diseñar e integrar fácilmente informes dentro de aplicaciones.
El proyecto recibe soporte desde una activa comunidad de usuarios en BIRT Exchange y desarrolladores de Eclipse.org Proyecto BIRT.
BIRT tiene 2 componentes principales: un diseñador de informes visuales dentro de Eclipse IDE para crear informes BIRT, y un componente de rutina para generar informes que pueden ser puestos en uso en cualquier entorno Java (Java environment). El proyecto BIRT también incluye un motor de gráficos que está integrado en el diseñador de informes y además puede ser usado por separado para incluir gráficas en una aplicación.
Los diseños de informes BIRT se hacen en XML y pueden acceder a cierto número de fuentes de datos diferentes incluyendo SQL databases, JDO datastores, JFire Scripting Objects, POJOs, XML y Servicios Web.

## Historia
El proyecto BIRT fue inicialmente propuesto y patrocinado por  Actuate Corporation cuando Actuate se unió a la Fundación Eclipse como un Desarrollador Estratégico el 24 de agosto de 2004. El proyecto fue subsecuentemente aprobado y se convirtió en un proyecto de alto nivel dentro de la comunidad Eclipse el 6 de octubre
La comunidad de contribuidores al proyecto incluye Innovent Solutions, e IBM.
En 2007 la división Tivoli de IBM adoptó BIRT como infraestructura para su producto Tivoli Common Reporting (TCR). TCR produce informes históricos en recursos y procesos IT gestionados por Tivoli.
El código de proyecto inicial fue diseñado y desarrollado por Actuate, comenzando a principios de 2004 y donado a la Eclipse Foundation cuando el proyecto fue aprobado.

## Versiones
| Versión     | Fecha de lanzamiento     | Descripción                                                                      |
| ----------- | ------------------------ | -------------------------------------------------------------------------------- |
| 1.0 Preview | 1 de marzo de 2005       | Preview en EclipseCon 2005: Eclipse Report Designer, Report Engine, Chart Engine |
| 1.0         | 6 de junio de 2005       | BIRT Report Designer inicial, BIRT Report Engine, BIRT Chart Engine              |
| 1.0.1       | julio de 2005            | Soporte para Eclipse 3.1; versión RCP de BIRT Report Designer                    |
| 2.0         | 23 de enero de 2006      | Lanzamiento mayor                                                                |
| 2.0.1       | 22 de febrero de 2006    | Lanzamiento de mantenimiento                                                     |
| 2.1         | 28 de junio de 2006      | Lanzamiento mayor como parte del lanzamiento simultáneo de Eclipse Callisto      |
| 2.0.2       | 4 de agosto de 2006      | Lanzamiento de mantenimiento                                                     |
| 2.1.1       | 26 de septiembre de 2006 | Lanzamiento de mantenimiento                                                     |
| 2.1.2       | 27 de febrero de 2007    | Lanzamiento de mantenimiento                                                     |
| 2.1.3       | 5 de julio de 2007       | Lanzamiento de mantenimiento                                                     |
| 2.2         | 28 de junio de 2007      | Lanzamiento mayor como parte del lanzamiento simultáneo de Eclipse Europa        |
| 2.2.1       | 2 de octubre de 2007     | Lanzamiento de mantenimiento                                                     |
| 2.2.1.1     | 1 de noviembre de 2007   | Lanzamiento de mantenimiento                                                     |
| 2.2.2       | 27 de febrero de 2008    | Lanzamiento de mantenimiento                                                     |
| 2.3         | 25 de junio de 2008      | Lanzamiento mayor como parte del lanzamiento simultáneo de Eclipse Ganymede      |
| 2.3.1       | 24 de septiembre de 2008 | Lanzamiento de mantenimiento de otoño "SR 1"                                     |
| 2.3.2       | 25 de febrero de 2009    | Lanzamiento de mantenimiento de invierno "SR 2"                                  |
| 2.5         | 24 de junio de 2009      | Lanzamiento mayor como parte del lanzamiento simultáneo de Eclipse Galileo       |
| 2.5.1       | 25 de septiembre de 2009 | Lanzamiento de mantenimiento de otoño "SR 1"                                     |
| 2.5.2       | 28 de febrero de 2010    | Lanzamiento de mantenimiento de invierno "SR 2"                                  |
| 2.6         | 24 de junio de 2010      | Lanzamiento mayor como parte del lanzamiento simultáneo de Eclipse Helios        |
| 2.6.1       | 17 de septiembre de 2010 | Lanzamiento de mantenimiento                                                     |
| 4.5         | 9 de junio de 2015       | Lanzamiento mayor como parte del lanzamiento simultáneo de Eclipse Mars          |